# Bocca golosa
 Bocca golosa è un film pornografico del 1981 co-diretto da Alexander Borsky (alias Joe D'Amato) e Claudio Bernabei.